# Cymothoe reinholdi
Cymothoe reinholdi är en fjärilsart som beskrevs av Carl Plötz 1880. Cymothoe reinholdi ingår i släktet Cymothoe och familjen praktfjärilar. Inga underarter finns listade i Catalogue of Life.